# Карни Парк (Мисисипи)
Карни Парк (енгл. Kearney Park) насељено је место без административног статуса у америчкој савезној држави Мисисипи.

## Демографија
По попису из 2010. године број становника је 1.054.
| Група             | 2000.    | 2010.       |
| Белци             | 0 (0,0%) | 155 (14,7%) |
| Афроамериканци    | 0 (0,0%) | 890 (84,4%) |
| Азијати           | 0 (0,0%) | 0 (0,0%)    |
| Хиспаноамериканци | 0 (0,0%) | 6 (0,6%)    |
| Укупно            | 0        | 1.054       |